# Предопределение судьбы

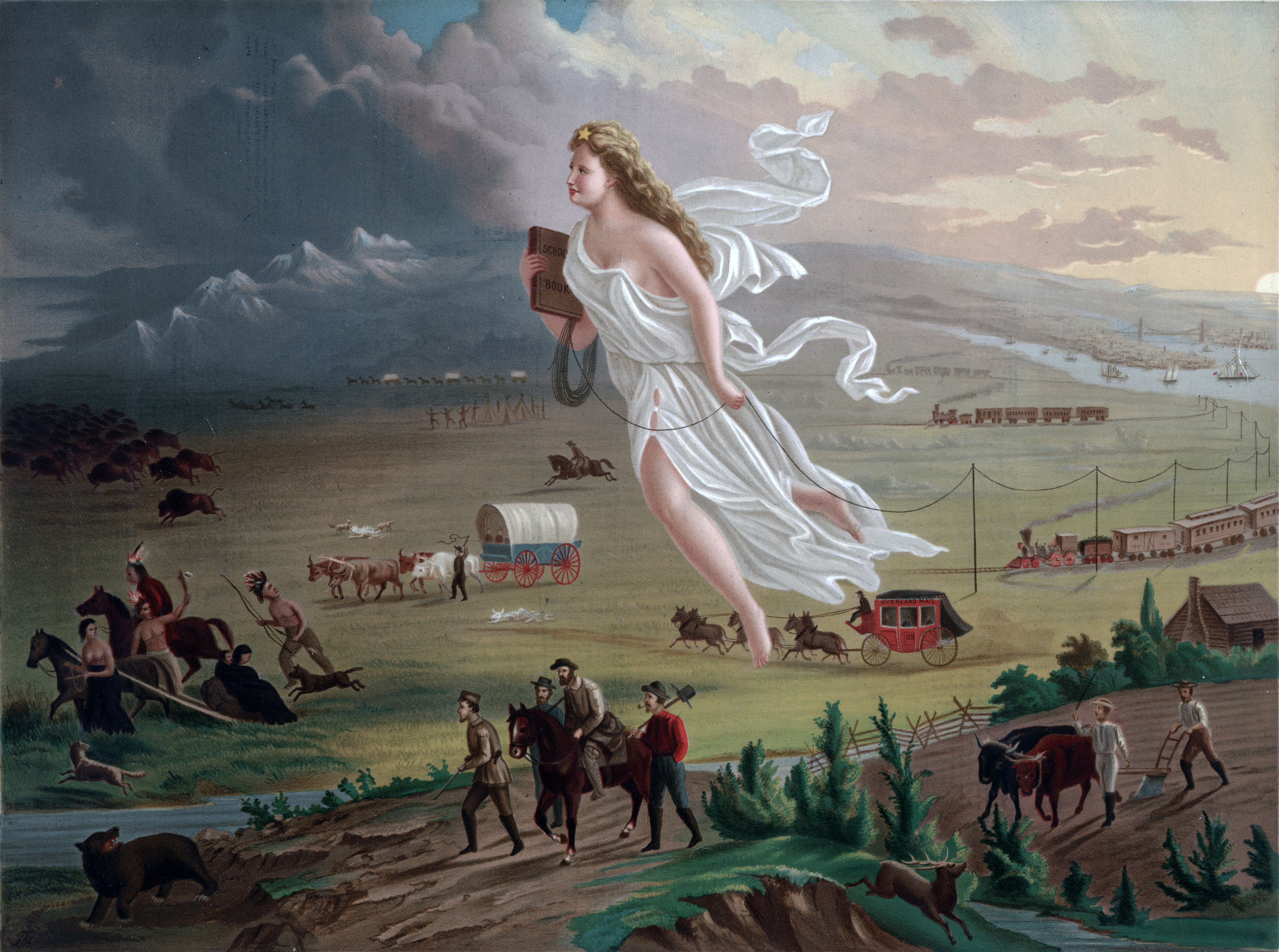
«Американский прогресс» Джона Гаста (1872), аллегорическое изображение модернизации нового Запада. Колумбия, олицетворение Соединённых Штатов, несёт свет цивилизации в дикие земли Запада. Она протягивает телеграфный провод, держит книгу. Её сопровождают американские поселенцы, осуществляющие различные этапы экономической деятельности и пользующиеся новыми видами транспорта. Перед американским прогрессом отступает тьма, олицетворяющая дикость: бизоны и индейцы.

«Предопределение судьбы» (также переводится как «предначертание судьбы» и «явное предначертание»; англ. Manifest Destiny) — распространённое в Соединённых Штатах Америки XIX века культурное представление, согласно которому американским поселенцам суждено было распространиться по Северной Америке, о необходимости и оправданности экспансионизма, захвата и освоения Дикого Запада. Существует три основных темы «явного предначертания»:
- Особые добродетели американского народа и его социальных институтов
- Миссия США по искуплению и переделке Запада по подобию аграрного Востока США
- Неотвратимость судьбы в выполнении этого важнейшего долга[5].

Считается, что термин был введён демократом, редактором газеты Джоном О’Салливаном в статье «Аннексия» в 1845 году для описания этого представления с намёком на то, что США должны простираться от Атлантического до Тихого океанов. Другие историки считают, что неподписанная редакционная статья под названием «Аннексия» была написана журналисткой и сторонницей аннексии Джейн Казно.
Историки отмечают, что концепция «явного предначертания» была дискуссионной: демократы поддержали эту идею, но многие известные американцы (Авраам Линкольн, Улисс Грант и большинство вигов и др.) отвергали её. Историк Дэниел Уокер Хоу пишет: «Американский империализм не представлял собой американский консенсус; он спровоцировал ожесточённые разногласия внутри национального политического строя… Виги видели моральную миссию Америки образцом демократии, а не завоевания».
Этот термин использовался демократами в 1840-х годах для оправдания Американо-мексиканской войны и позднее для обоснования аннексии западных территорий Мексики (Аризоны, Техаса, Калифорнии и др.).
, а также для переговоров по пограничному спору в Орегоне. Историк Фредерик Мерк считает, что концепция «явного предначертания» всегда хромала из-за своих внутренних ограничений и проблемы рабства в США и никогда не была национальным приоритетом. К 1843 году бывший американский президент Джон Куинси Адамс, первоначально главный сторонник концепции, изменил свое мнение и отверг экспансионизм, потому что он означал расширение рабства в Техасе.
Накануне испано-американской войны термин был возрождён республиканцами, чтобы придать теоретическое обоснование зарубежной экспансии США.

## Контекст
Никогда не существовало системы принципов, определяющих концепцию «явного предначертания», представлявшую собой общую идею, а не конкретную политику под девизом. Неопределённое, но остро ощущаемое «явное предначертание» была выражением убежденности в моральной оправданности и ценности экспансионизма, дополнявшего другие популярные идеи той эпохи, такие как американская исключительность и романтический национализм. Президент Эндрю Джексон, который говорил о «расширении территории свободы», был представителем авторов, сочетавших идеи потенциального величия Америки, зарождающегося чувства романтической идентичности нации и её расширения.
По причине отсутствия сформированного нарратива, дающего логическое обоснование «явного предначертания», сторонники этих взглядов имели разнообразные или кажущиеся противоречивыми точки зрения. В то время как многие авторы сосредоточились в первую очередь на американском экспансионизме, направленном на территорию Мексики или через Тихий океан, другие видели в этом термине призыв к примеру. Без согласованной интерпретации, не говоря уже о разработанной политической философии, эти противоречия во взглядах на предначертание Америки так и не были разрешены. Это разнообразие возможных значений подытожил Эрнест Ли Тувесон: «Фразой „явное предначертание“ охватывается обширный комплекс идей, политики и действий. Как и следовало ожидать, не все они совместимы и не все исходят из какого-либо одного источника».

## Влияние
Вера в американскую миссию по продвижению и защите демократии во всем мире, изложенная Томасом Джефферсоном в концепции «Империя свободы» и продолженная Авраамом Линкольном, Вудро Вильсоном и Джорджем Бушем, продолжает оказывать влияние на американскую политическую идеологию. По словам историка Джона Дауэра, при Дугласе Макартуре американцы «были проникнуты чувством явного предначертания».

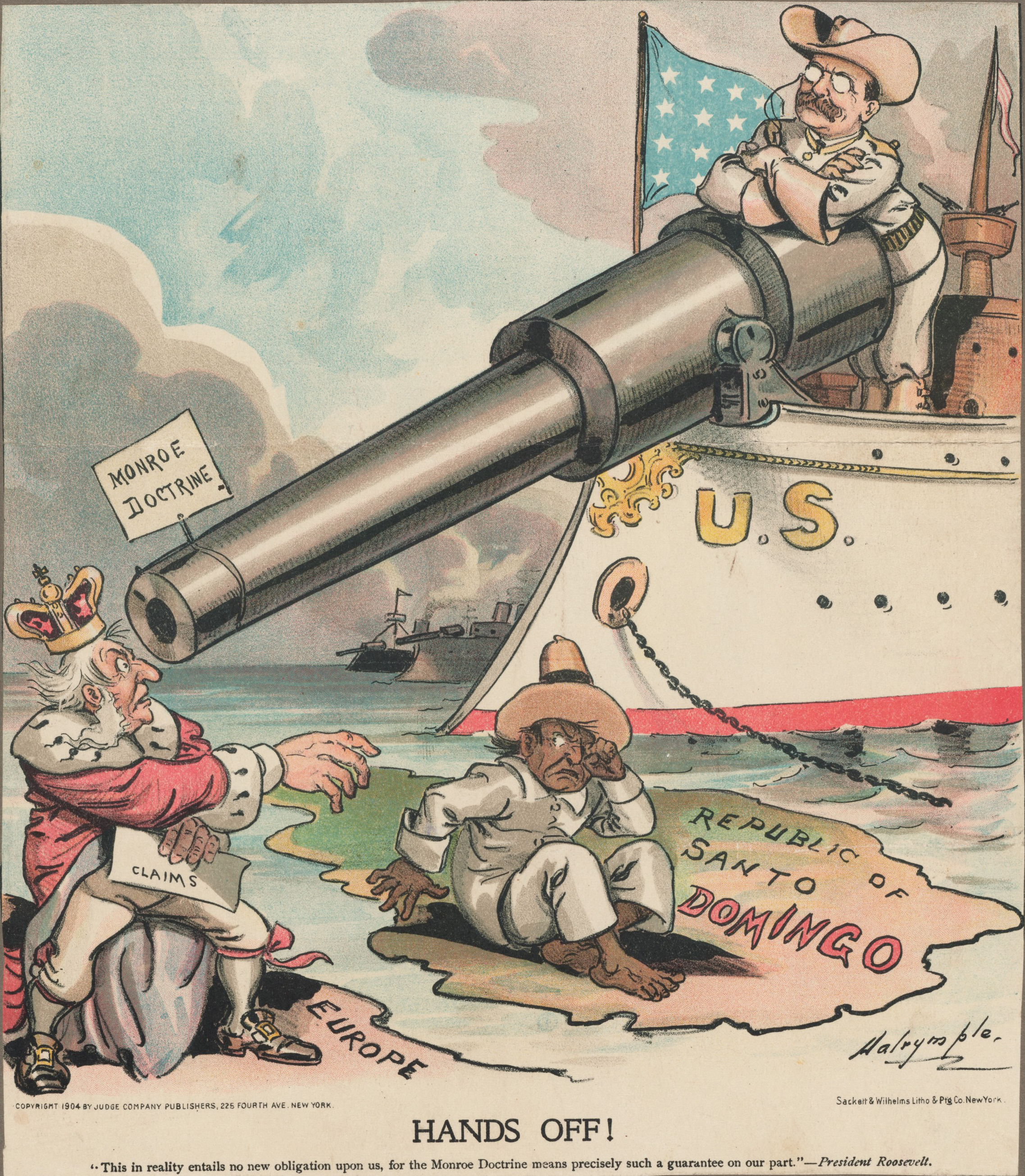
Политическая карикатура, изображающая Теодора Рузвельта, использующего доктрину Монро, чтобы не допустить проникновения европейских держав в Доминиканскую Республику

На рубеже XIX и XX веков термин «явное предначертание» перестал использоваться, поскольку территориальная экспансия перестала продвигаться как часть американского «предначертания». При президенте Теодоре Рузвельте роль Соединённых Штатов в Новом Свете была определена в Следствии Рузвельта 1904 года, дополнении к Доктрине Монро как «международной полицейской силы» для защиты американских интересов в Западном полушарии. Следствие Рузвельта содержало явное неприятие территориальной экспансии. В прошлом концепция «явного предначертания» считалась необходимой для обеспечения соблюдения доктрины Монро в Западном полушарии, но теперь экспансионизм был заменён интервенционизмом в качестве основной ценности, связанной с доктриной.
Вильсон продолжил политику интервенционизма в Америке и попытался пересмотреть как концепцию «явного предначертания», так и «миссию» Америки в более широком, всемирном масштабе. Вильсон привёл Соединённые Штаты к участию в Первой мировой войне, аргументируя это тем, что «мир должен быть сделан безопасным для демократии». В своем послании Конгрессу 1920 года после войны Уилсон заявил:

…Я думаю, мы все понимаем, что настал день, когда Демократия подвергается последнему испытанию. Старый Свет прямо сейчас страдает от бессмысленного отрицания принципа демократии… Это время для всех прочих, когда Демократия должна доказать свою чистоту и свою духовную силу, чтобы восторжествовать. Несомненно, явное предначертание Соединённых Штатов в том, чтобы возглавить стремление к торжеству этого духа.
Это был единственный раз, когда президент использовал фразу «явное предначертание» в своем ежегодном обращении. Версия «явного предначертания» Вильсона была отказом от экспансионизма и одобрением (в принципе) права на самоопределение и подчёркивала миссию США как мирового лидера в деле демократии. Это позиционирование себя как лидера «Свободного мира» усилилось после Второй мировой войны, хотя оно редко описывалось как «явное предначертание».
Более позитивно звучащая фраза, придуманная учеными в конце XX века, — «национальное строительство». Представитель Государственного департамента Карин фон Хиппель отмечает, что США «участвовали в государственном строительстве и продвижении демократии, начиная с середины XIX века и „явного предначертания“».
Нацистская концепция жизненного пространства на Востоке была немецким вариантом идеи «явного предназначения» для завоеваний в Восточной Европы. Нацистские лидеры и, в частности, Адольф Гитлер проявили интерес к американской концепции «явного предначертания» и попытались воспроизвести её в оккупированной Европе. Гитлер сравнил нацистскую экспансию с американской экспансией на запад: «Есть только один долг: германизировать эту страну [Россию] путём иммиграции немцев и восприятия туземцев как краснокожих».

## Критика
Концепция «явного предначертания» иногда используется критиками внешней политики США для характеристики интервенции США на Ближнем Востоке и в других регионах. Концепция интерпретируется как основная причина американского империализма.
Некоторые критики утверждают, что согласно концепции «явного предначертания», особое место американского общества и заселение Запада делает его историческую судьбу американцев исключительной. Эта вера приводит к империалистическим действиям, среди последствий которых — военное вторжение на Филиппины и Кубу. Эти идеи позже приняли форму культурного оправдания нового империализма, и утверждалось, что в истории и современном мире Соединённые Штаты имеют место и статус «мирового исключения». Соответственно, США не подотчётны международным организациям, таким как Организация Объединённых Наций и Международный уголовный суд. По этой причине США находятся вне действия международного права и не обязаны ему следовать.
Некоторые современные историки осуждают «явное предначертание» как идеологию, которая использовалась для оправдания лишения собственности и геноцида коренных американцев.